# Roussennac
Roussennac é uma comuna francesa na região administrativa de Occitânia, no departamento de Aveyron. Estende-se por uma área de 17,27 km². Em 2010 a comuna tinha 647 habitantes (densidade: 37,5 hab./km²).